# Club Eagles
Der Club Eagles ist ein Fußballverein aus Malé, Malediven.

## Erfolge
- Maledivischer Meister: 2016
- Maledivischer Vizemeister: 2018, 2020, 2022, 2023
- Charity Shield: 2020

## Stadion
Der Verein trägt seine Heimspiele im nationalen Fußballstadion in Malé aus. Das Stadion hat ein Fassungsvermögen von 11.850 Personen.

## Trainer
| Trainer            | Nation    | von             | bis             |
| ------------------ | --------- | --------------- | --------------- |
| Ihsan Abdul Ghanee |           | 1. Juli 2011    | 30. Juni 2016   |
| Mohamed Shiyaz     | Malediven | 1. Januar 2018  | 16. Januar 2021 |
| Mohamed Shaazly    | Malediven | 31. Januar 2021 | 30. Juni 2023   |
| Mohamed Shiyaz     | Malediven | 1. Juli 2023    |                 |

## Statistik in den AFC-Wettbewerben
| Saison  | Wettbewerb | Runde                            | Gegner             | Hinspiel | Rückspiel | Gesamt  |
| ------- | ---------- | -------------------------------- | ------------------ | -------- | --------- | ------- |
| 2021    | AFC Cup    | Vorrunde 1 (South Asia Zone)     | Thimphu City FC    | 2:0      | 2:0       | 2:0     |
| 2021    | AFC Cup    | Vorrunde 1 (South Asia Zone)     | Abahani Ltd. Dhaka | [ A 1 ]  | [ A 1 ]   | [ A 1 ] |
| 2021    | AFC Cup    | Play-off Runde (South Asia Zone) | Bengaluru FC       | 0:1      | 0:1       | 0:1     |
| 2023/24 | AFC Cup    | Zweite Qualifikationsrunde       | Abahani Ltd. Dhaka | 1:2      | 1:2       | 1:2     |

1. ↑  Wegen der COVID-19-Pandemie fand das Spiel nicht statt.